# 张寒晖

张寒晖

张寒晖（1902年—1946年），原名张兰璞，字含暉，男，河北定縣人（今河北省定州市），中国作曲家。 

## 生平
張寒暉1929年毕业于北京大学艺术学院戏剧系。中共早期地下党员，1925年加入中国共产党。曾参加了1920年代末到1930年代在家乡河北定县（今河北定州市）由晏阳初领导的中华平民教育促进总会（简称平教会，为乡村建设运动的前身）的工作。他与任致嵘等创作了《农夫歌》、《除草歌》、《平民学校》、《平民教育》、《农家乐歌》、《高头村歌》等，收集民歌编印了《普村同歌集》。1930年在北平加入中国左翼作家联盟。
1935年前往西安。于1936年至1938年在陕西省立西安二中（今陕西师大附中）担任国文教员期间，创作了抗日经典音乐作品《松花江上》。
1942年任陕甘宁边区文协秘书长，创作了《国民大生产》、《去当兵》、《游击乐》、《抗日进行曲》、《老百姓抗日歌》等70多首抗日救亡歌曲。
张寒晖因积劳成疾，于1946年3月11日在延安逝世，时年44岁。